# 帕奇短头蚓蜥属
帕奇短头蚓蜥属（学名：Pachycalamus）是短头蚓蜥科的一属。

## 下属物种
本属包括以下物种：
- 帕奇短头蚓蜥 Pachycalamus brevis Günther, 1881